# Galatea (mythologie)

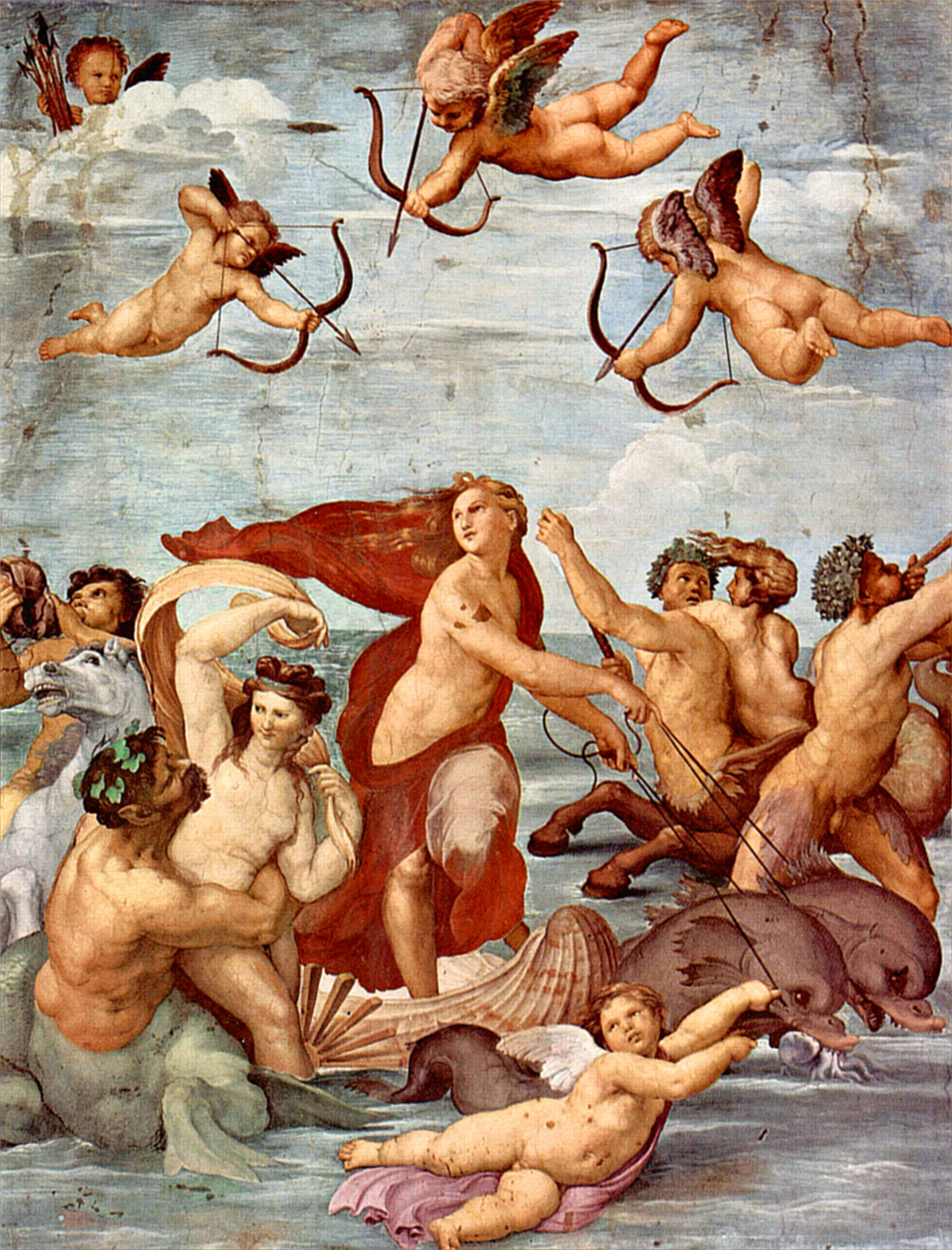
De triomf van Galatea.

Galatea is in Ovidius' Metamorphoses de naam van een nimf, die de verliefdheid wekt van de cycloop Polyphemus. Als de laatste haar minnaar Acis onder een rotsblok vermorzelt, verandert zij zijn bloed tot een stromende bergbeek.
Later is haar naam ook verbonden aan het verhaal van Pygmalion, een ervaren beeldhouwer en de prins uit Cyprus.
Pygmalion wilde trouwen maar geen enkele vrouw was mooi genoeg, dus maakte hij een standbeeld van een prachtige vrouw. Hij wenste dat het standbeeld leefde en bracht elke dag een offer aan Aphrodite, de godin van de liefde. Dagen gingen voorbij en uiteindelijk verhoorde Aphrodite zijn gebeden: Galatea werd levend en ze trouwden en samen regeerden ze over Cyprus.